# Caralluma dicapuae
Caralluma dicapuae là một loài thực vật có hoa trong họ La bố ma. Loài này được (Chiov.) Chiov. mô tả khoa học đầu tiên năm 1937.